# Grzegorz i Rafał Collins
Grzegorz Collins ur. jako Grzegorz Chmielewski (ur. 12 października 1986 w Legnicy) i Rafał Collins ur. jako Rafał Chmielewski (ur. 6 listopada 1989 w Legnicy) – polscy przedsiębiorcy, prezenterzy telewizyjni i działacze społeczni, określani w mediach również jako Bracia Collins.

## Życiorys
Są synami Ryszarda i Violetty. Ich ojciec był właścicielem wypożyczalni kaset wideo i dorabiał jako handlarz detaliczny. Pochodzą z ubogiej rodziny; kiedy byli nastolatkami, wyjechali do Londynu, gdzie Rafał pracował jako pomoc kuchenna w restauracji, a Grzegorz był pomocnikiem budowlanym. W tym czasie urzędowo zmienili nazwisko na Collins, by ułatwić sobie komunikację z anglojęzycznymi kontrahentami.
W 2009 założyli firmę motoryzacyjną Prestige Wrap and Customs, która zajmowała się tuningiem wizualnym samochodów, później także śmigłowców i łodzi. Na londyńskich targach motoryzacyjnych Top Gear Live Show poznali piosenkarza Shane'a Lyncha, który został ich wspólnikiem. Jednym z ich pierwszych wspólnych projektów była pomoc fundacji na rzecz niepełnosprawnych dzieci Caudwell Children, w ramach której Prestige Wrap & Customs personalizowało wózki inwalidzkie podopiecznych brytyjskiej organizacji.
W 2016 premierę na TVN Turbo miał ich autorski program Odjazdowe bryki braci Collins, w którym pokazywali swoją pracę w warsztacie samochodowym. Do jesieni 2020 zrealizowali pięć sezonów programu. W sierpniu 2020 premierę na Discovery Channel Polska miał program Bracia Collins biorą się do roboty.
W lutym 2019 byli bohaterami reportażu Uwaga! Kulisy sławy! o kulisach swojej kariery. Dwukrotnie gościli w talk-show Kuba Wojewódzki. Wiosną 2020 stacja TVN wyemitowała drugą edycję programu Ameryka Express, w której bracia zajęli drugie miejsce w finale. W lipcu 2020 otworzyli restaurację „Fuego Bar & Grill” w Warszawie, którą zamknęli w sierpniu 2022. Pod koniec 2022 otworzyli restaurację „U Wędzonych” w Sopocie.
Grzegorz Collins w czerwcu 2019 zawalczył z Rafałem Krylą w formule MMA podczas gali Free Fight Federation. 
Rafał Collins w kwietniu 2023 założył wytwórnię muzyczną Smack That Records, a w styczniu 2024 został mniejszościowym udziałowcem klubu piłkarskiego Zagłębie Sosnowiec (0,74% udziałów).

## Działalność społeczna i charytatywna
W 2019 przekazany przez nich samochód marki Rolls-Royce Silver Shadow na aukcję dla Wielkiej Orkiestry Świątecznej Pomocy zlicytowano za ponad 211 tys. zł. Podczas 28. finału WOŚP w 2020 przekazali na aukcję samochód Pontiac Trans Am Firebird, który jako "KITT" wystąpił w serialu Knight Rider z Davidem Hasselhoffem w roli głównej. Auto zlicytowano za ponad 186 tys. zł. W 2022 roku, podczas 30. Finału WOŚP, Collinsowie przekazali na licytację gitarę Epiphone Special podpisaną przez Micka Jaggera, Keitha Richardsa, Charliego Wattsa oraz Ronniego Wooda, a także samochód – brytyjską taksówkę LTI – który odnowili i w którym umieścili gitarę. Collinsowie opublikowali również na YouTube wideo-pozdrowienia od Chucka Leavella, głównego klawiszowca oraz dyrektora muzycznego The Rolling Stones. Memorabilia zlicytowano za 250 100 zł.
W 2018 założyli Fundację Braci Collins, a w 2019 zrealizowali ośmioodcinkowy program internetowy Pokoloruj marzenia. We wrześniu 2020 z ramienia fundacji podjęli współpracę z Tomaszem Komendą, co odbiło się szerokim echem w ogólnopolskich mediach. 16 maja 2021 roku podczas konferencji prasowej Rafał Collins oświadczył, że fundacja zakończyła współpracę z Komendą ze względu na wypłacone odszkodowanie i, w konsekwencji, poprawę jego sytuacji materialnej.
W czerwcu 2021  w Warszawie Fundacja Braci Collins zorganizowała galę bokserską Collins Charity Fight Night, podczas której na ringu zmierzyli się sportowcy, celebryci oraz przedsiębiorcy w tym m.in. były premier RP Kazimierz Marcinkiewicz, bokser wagi ciężkiej i mistrz świata w kick-boxingu Przemysław Saleta, bokser wagi ciężkiej, mistrz świata organizacji WBF Albert Sosnowski oraz piłkarz Piotr Świerczewski. Wydarzenie miało charakter charytatywny, a środki pozyskane z jego organizacji przeznaczone zostały na cele statutowe Fundacji Braci Collins. Gala transmitowana była w serwisie VOD Player.

## Publikacje
Książki
- Rafał Collins: (Nie)odjazdowe życie braci Collins. Wydawnictwo Editio, Gliwice 2020. ISBN 978-83-283-6026-6